# Lialí
Lialí (en rus: Ляли) és un poble d'Udmúrtia, a Rússia, que el 2012 tenia 457 habitants. Pertany al raion d'Alnaixi.